# Herz-Jesu-Kapelle (Haimbach)
| Herz-Jesu-Kapelle                   |                    |
|                                     |                    |
| Turm, Frontportal mit Kirchenschiff |                    |
| Ort                                 | Fulda-Maberzell    |
| Konfession                          | römisch-katholisch |
| Diözese                             | Fulda              |
| Patrozinium                         | Herz Jesu          |
| Baujahr                             | 1900               |
| Bautyp                              | Saalkirche         |
| Funktion                            | Wallfahrtskirche   |

Die Herz-Jesu-Kapelle oder Schulzenbergkapelle ist eine römisch-katholische Wallfahrtskapelle bei Haimbach, einem Stadtteil von Fulda im Landkreis Fulda in Hessen.
Sie zählt zur Pfarrei St. Martin Fulda im Dekanat Fulda der Diözese Fulda.

## Geographische Lage

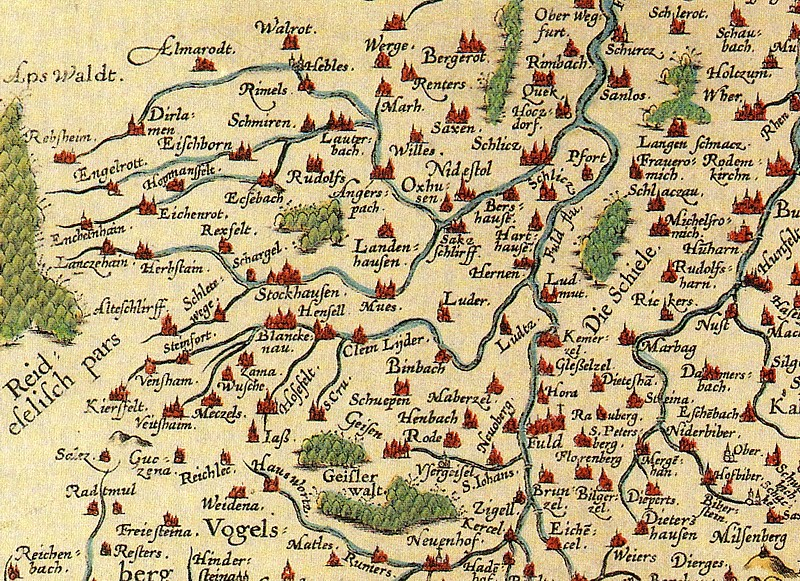
Lage von Haimbach (Henbach) auf einer Karte des Hochstifts Fulda von 1574

Das Kapellengebäude befindet sich auf dem 371 Meter hohen Schulzenberg unweit der Landesstraßen L 3418 nach Maberzell und der L 3139 von Fulda und ist weithin sichtbar. Die Kapelle, die in der Gemarkung Maberzell liegt, ist nur über nicht ausgebaute Feld- und Wirtschaftswege erreichbar. Die Kapelle ist der Pfarrkirche St. Markus in Haimbach zugeordnet und wird von dort verwaltet.

Siehe auch 
Die Kapelle ist in der Region bekannt unter dem Namen „Schulzenbergkapelle“ und liegt zwischen den Ortschaften Haimbach und Maberzell, unweit der L 3418, die beide Dörfer miteinander verbindet.

## Geschichte
754 n. Chr. soll am Südhang des „Schulzenberges“ der Trauerzug des Heiligen Bonifatius auf dem Weg von Mainz eine Rast vor Fulda gehalten haben. An dieser Stelle soll ein Kreuz gestanden und der 371 Meter hohen Berg bei Haimbach den Namen „Kreuzberg“ erhalten haben.
Die Anfänge der Schulzenbergkapelle gehen vermutlich auf eine Holzkapelle in das späte Mittelalter zurück als er noch Kreuzberg genannt wurde. Auf einem alten Stich von Fulda (um 1520) heißt er allerdings schon „Schultesberg“. Bis zu den Bauernkriegen 1525 war die Bezeichnung „Kreuzberg“ geläufig, und als „Krüüzberg“ blieb der Name lange im Dialekt weiterbestehen.
1658 ist in der Regierungszeit des Fuldaer Fürstabtes Joachim Graf von Gravenegg (1644–1671) war das bereits vorhandene Kapellchen durch einen Nachfolgebau aus Stein ersetzt worden. Sie galt als erste barocke Kirche im Fuldaer Land. Ob es zu dieser Zeit bereits das Eremitenhäuschen (Einsiedelei), das bis 1734 in der Nähe der Kapelle stand, gab, ist nicht bekannt.
1804 wurde im Zuge der Säkularisation die steinerne Kapelle zum Abbruch versteigert.
Auf dem südlichen Zugangsweg von Haimbach zur Schulzenbergkapelle steht ein barocker Bildstock der schmerzhaften Mutter Gottes als Vesperbildnis.
Ein Neubau erfolgte erst wieder in Jahren 1899/1900 in der heutigen Form. Die Pläne stammen von dem Architekten Arnold Güldenpfennig sen. (1830–1908), Diözesanbaumeister in Paderborn, der ihr derzeitiges Erscheinungsbild im neugotischen Stil plante. Sie ist ein neogotischer Saalbau von drei Achsen, mit dreiseitigem Chorschluss. Es ist eine kleine Saalkirche mit einem Satteldach, einem schlanken Dachreiter und einem verglasten Ostgiebel, der bei Wallfahrten und Gottesdiensten geöffnet werden kann.
Die Wallfahrtskapelle steht auf dem Gipfel des Schuzenberges in einem Landschaftsschutzgebiet.

## Neuere Zeit

### Sanierung der Kapelle
Die Bausubstanz der Kapelle war angegriffen. Bereits nach dem 2. Weltkrieg wurde sie einigermaßen renoviert. Nur einige Jahre hatte sie zur Nazizeit mit offenem Dach und anderen Schäden dagestanden, was sich später rächte.
Bei der letzten grundlegenden Sanierung im Jahre 2000 ist der Turm in dem auch wieder eine Glocke hängt erneuert und im Erscheinungsbild verändert worden. Der frühere sehr schlanke und spitze Kirchturm ist jetzt gedrungener und nicht mehr so steil.
Mit dem Ende der Sanierungsarbeiten an der Kapelle am Sonntag, 13. August 2000 wurde auch das 100-jährige Bestehen der Schulzenbergkapelle gefeiert. Der Fuldaer Weihbischof Ludwig Schick feierte einen Gottesdienst vor der Herz-Jesu-Kapelle wegen der großen Teilnehmerzahl. 	

### Millenium-Bildstock

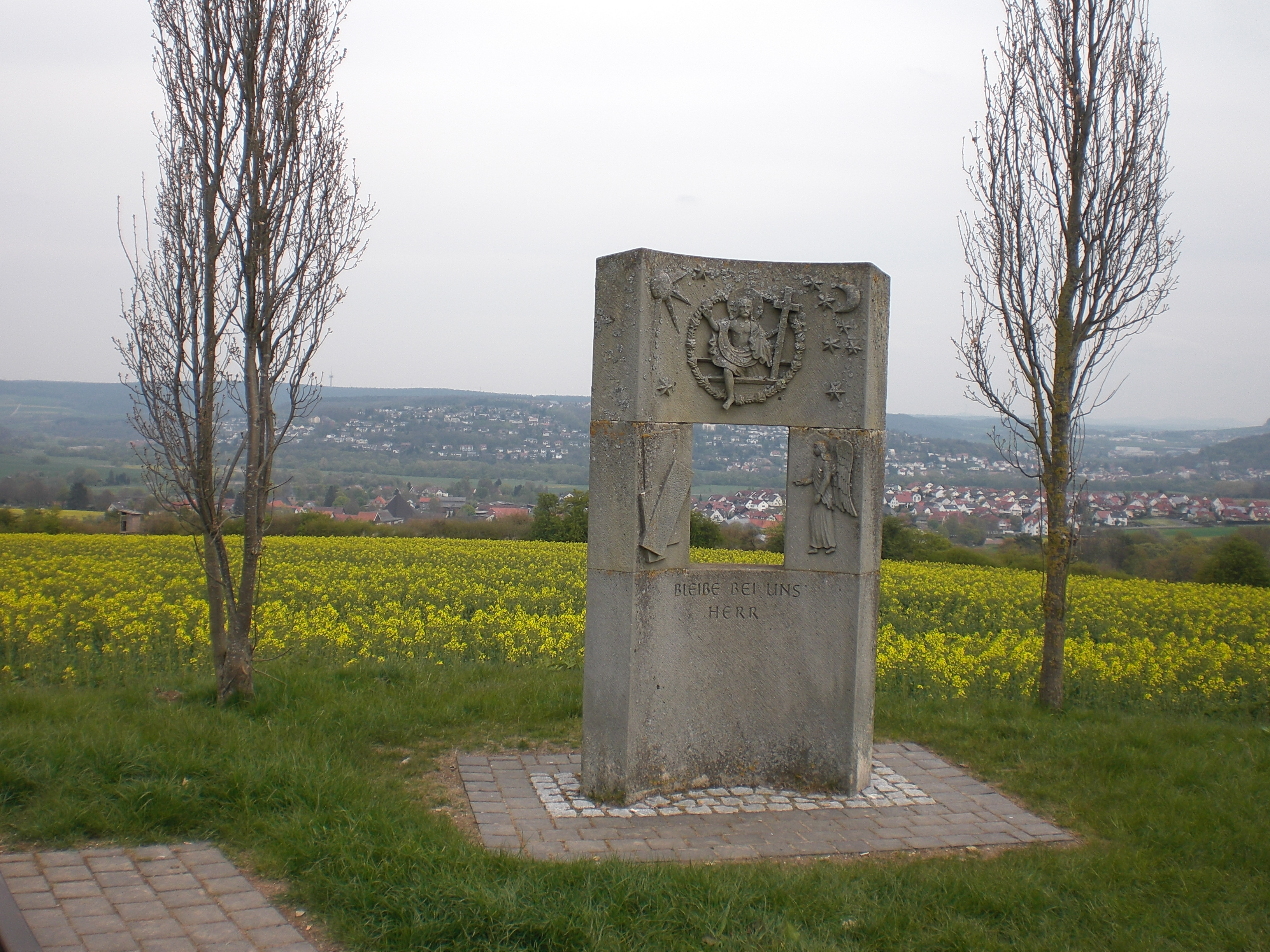

Etwa 850 m hinter der Kindertagesstätte in Maberzell ist am Osthang des Schulzenberges im Jahre 2000 der neue „Millennium-Bildstock“ aus hellem Wetterauer Sandstein mit Ruhebank und zwei Säuleneichen flankierend am Wegesrand errichtet worden. Der Maberzeller Steinmetz Jürgen Enders schuf das Denkmal unter Pfarrer Monsignore Günter Etzel im Auftrag der Pfarrei Heilig Kreuz, Maberzell, zur Erinnerung an „2000 Jahre Christentum“ mit dem Thema der „Auferstehung Christi“. Der Heiland in einer Mandorla wird von den Gestirnen mit Sonne und Mond umringt. Unter dem leern Grab und dem Engel steht die Bitte der Emausjünger „Bleibe bei uns Herr“(Lukas 24,29).
Das Fenster in der Mitte des Bildstockes öffnet den Blick auf die Maberzeller Kirche. Hier ist auch der Ort, an dem bei Flurprozessionen die Monstranz abgestellt wird.
Die deutsche Übertragung der lateinischen Inschrift auf der Rückseite lautet:
„Deinen Tod oh Herr, verkünden wir, und Deine Auferstehung preisen wir, bis Du kommst in Herrlichkeit“.

## Landschaftsschutzgebiet
Der Gipfelbereich des Schulzenberges ist als Landschaftsschutzgebiet ausgewiesen.

## Anfahrt/Zuwegung
von Haimbach:
Von Haimbach erreicht man den Schulzenberg über die Eichhornstraße/Röthweg/Elchstraße. Ab dem Ortsende sind es noch ca. 1 km mit einer Steigung von ca. 46 m bis zur Schulzenbergkapelle auf dem Gipfel.
von Maberzell:
Die Zuwegung zur Wallfahrtskapelle am Schulzenberg von Maberzell erfolgt über die Straße „Zum Schulzenberg“. Ca.2 km ab der Kindertagesstätte in Maberzell und im weiteren Verlauf ab der Bahnüberführung der Bahnstrecke Gießen–Fulda im weiteren Verlauf über einen Wirtschaftsweg. Der Höhenunterschied ist rund 85 m.

## Bildergalerie

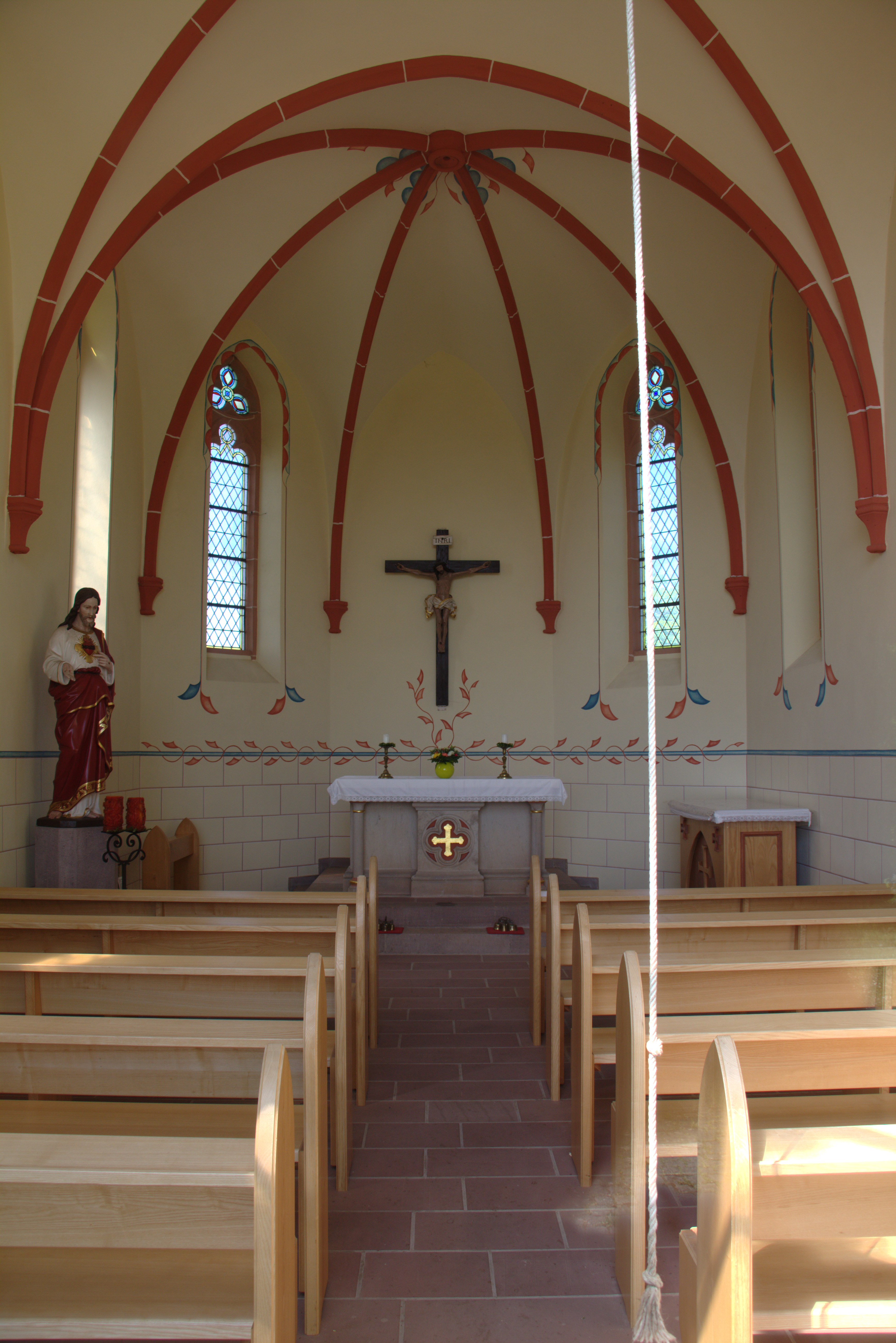
Innenansicht der Herz-Jesu-Kapelle
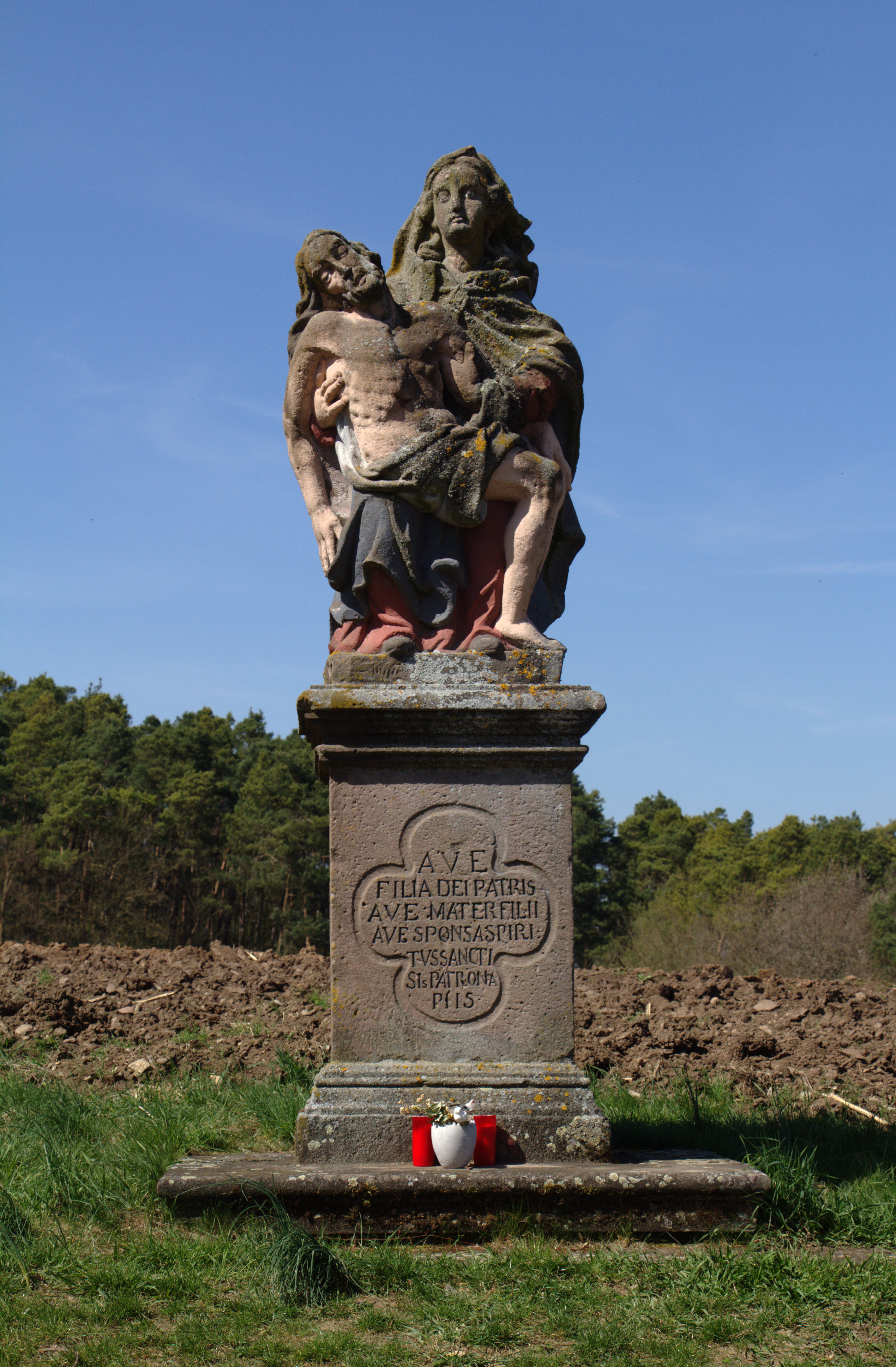
Pieta als Vesperbild am Weg von Haimbach zur Kapelle
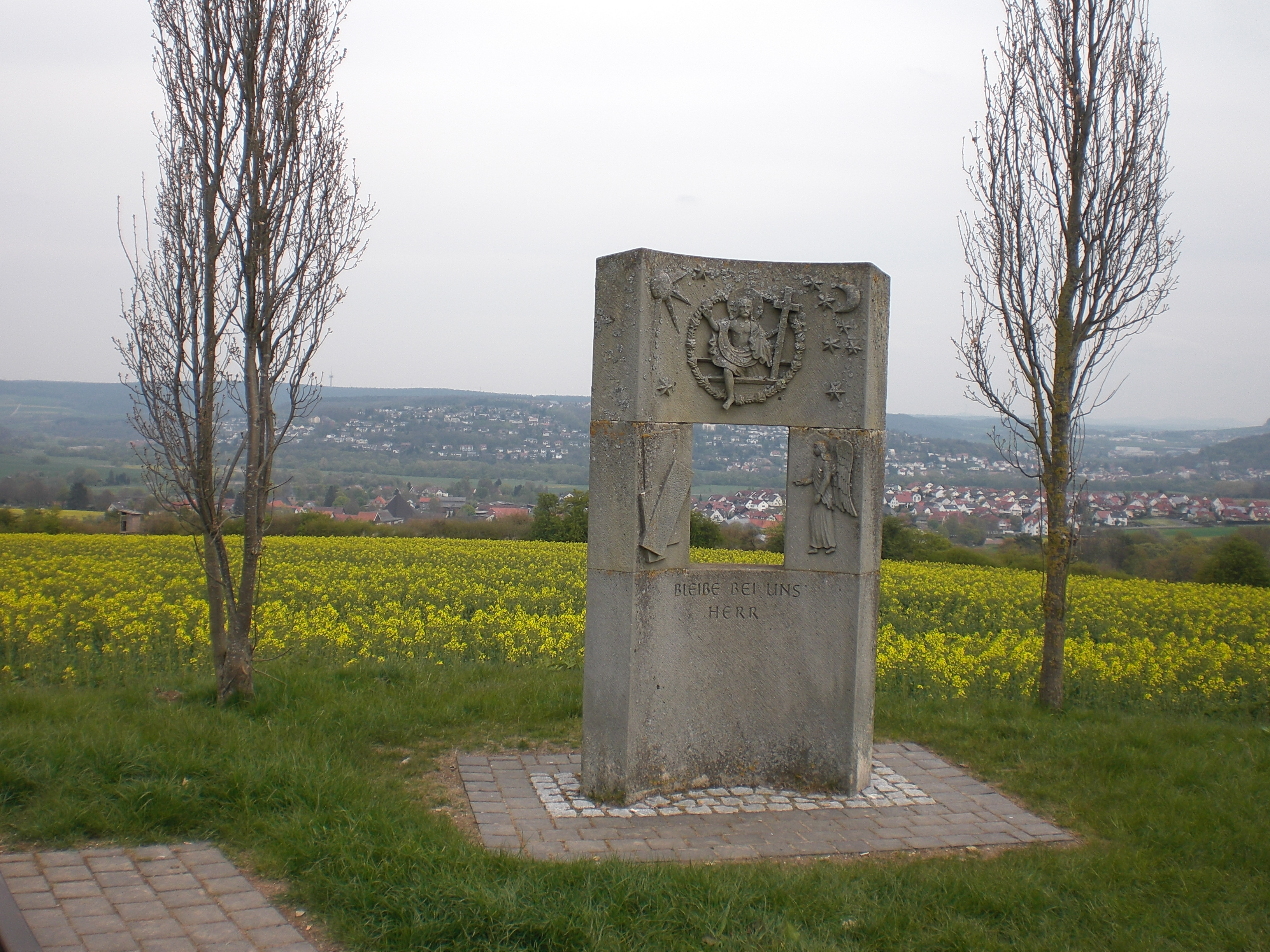
Neuer Millenium-Bildstock von Maberzell zur Kapelle
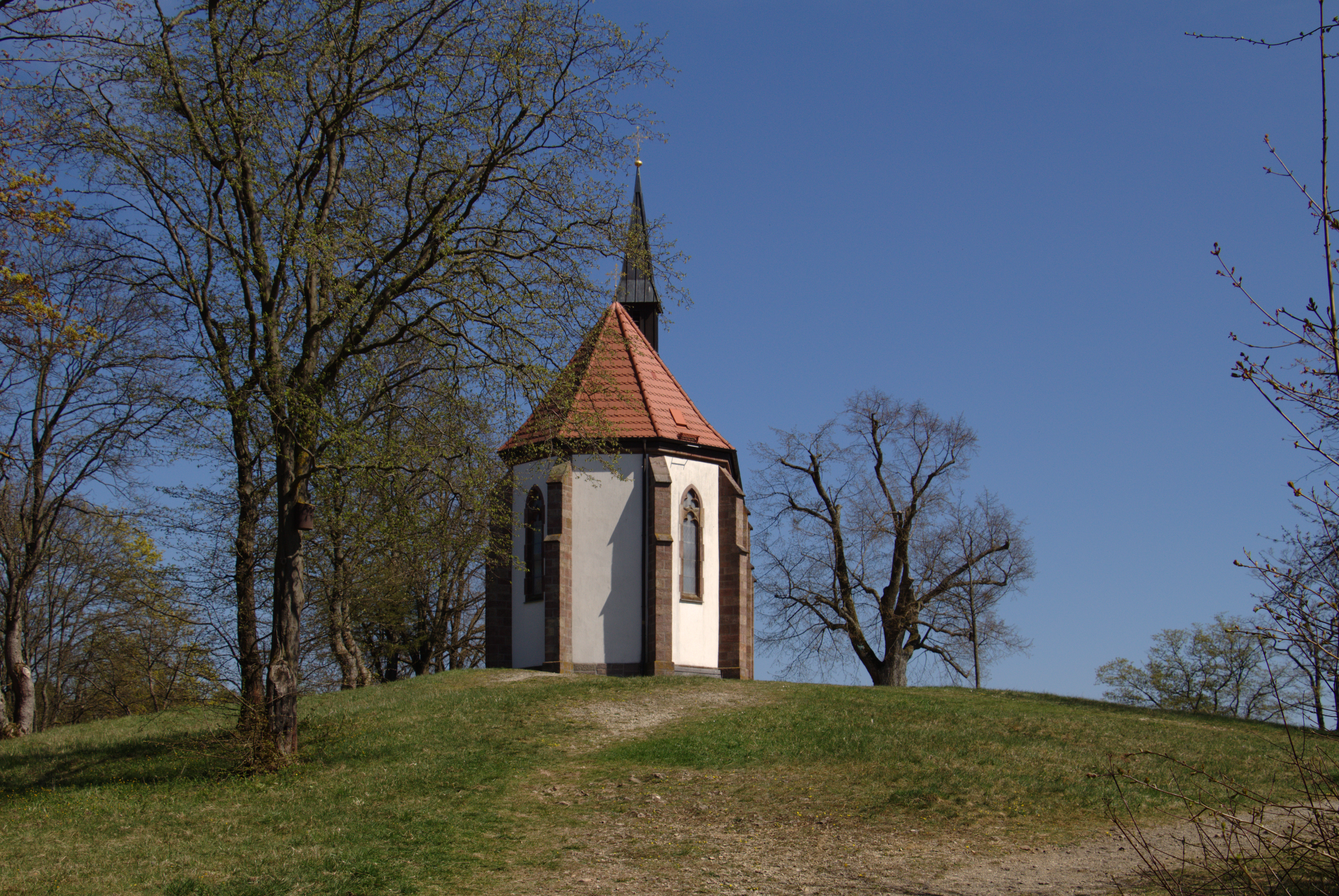
Die Rückseite der Kapelle von Westen
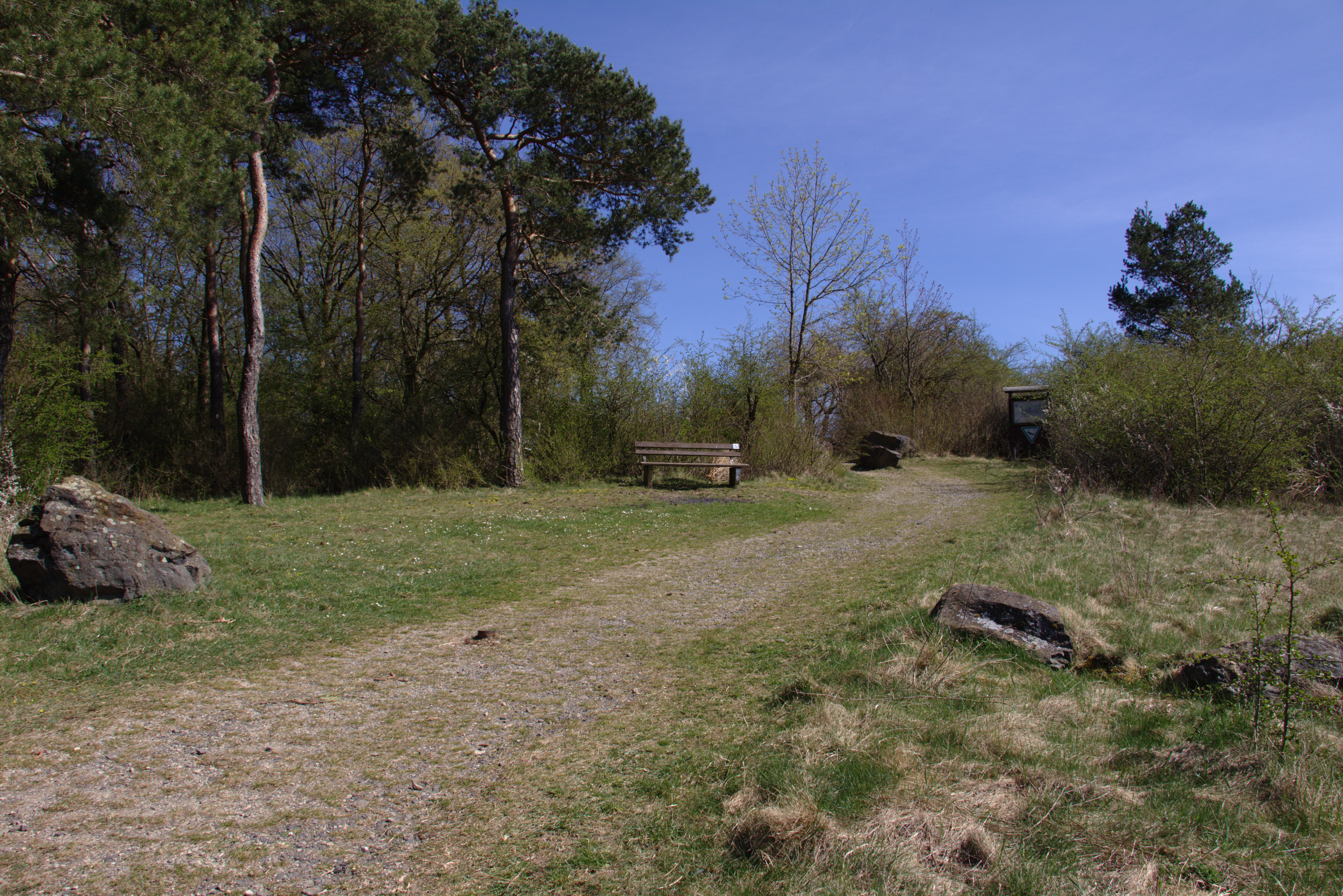
Biotopgebiet am Schulzenberg